# Dokumentacja rysunkowa (archeologia)
Dokumentacja rysunkowa – w archeologii, zbiór odręcznie wykonanych rysunków, których celem jest udokumentowanie stanowiska archeologicznego. W skład dokumentacji rysunkowej wchodzą plany wszystkich warstw i obiektów, rysunki zabytków oraz rysunki przekrojów.

## Teoria i Metodologia
Dokumentacja rysunkowa wykonywana jest za pomocą ołówka. Charakterystyczne dla polskiej dokumentacji rysunkowej jest kolorowanie rysowanych powierzchni za pomocą kredek. Pozwala to wiernie oddać rysowaną powierzchnię, wyszczególnić warstwy i kolory ceramiki oraz innych znalezisk.
Aby prawidłowo dobrać barwę rysowanego obiektu archeolodzy korzystają z katalogu barw Munsell Soil Color Charts.
Rysunki wykonywane są na papierze milimetrowym. Najwygodniej sporządzać je na folii kreślarskiej. Jest ona jednak kosztowna. Wykorzystanie półprzezroczystej folii kreślarskiej pozwala nakładać na siebie kilka rysunków, co ułatwia obserwacje oraz badanie korelacji  pomiędzy poszczególnymi warstwami. Niezalecane jest zastosowanie kalki kreślarskiej. Jest ona wrażliwa na wilgoć i może się odkształcać.
Wszystkie wykonywane w terenie rysunki powinny zawierać:
- nazwę stanowiska
- dane lokalizacyjne takie jak: sektor, wykop, warstwa, obiekt.
- skala w jakiej powstał rysunek (musi być dobrana odpowiednio do rysowanego obiektu). Najczęściej stosowana skala wynosi 1:20. W przypadku konieczności oddania większej ilości detali stosuje się skale 1:10, 1:5, a nawet 1:1.
- orientacja (strzałka z kierunkiem północy)
- numer inwentarzowy
- data i podpis rysownika
- tytuł (co zawiera, krótki opis)
- rysunek musi być powiązany z systemem pomiarowym stanowiska, należy zaznaczyć linie siatki pomiarowej.

## Rysowanie planów
Do rysowania planów wykorzystywane są dwie metody:
- siatka metrowa – za pomocą szpil i sznurka tworzy się siatkę. Seria przecinających się pod kątem prostym osi tworzy kwadraty o boku jednego metra. Siatka ta jest dla rysownika układem współrzędnych, na których opiera się przy rysowaniu. Położenie każdego punktu nanoszonego na plan opiera się na pomiarze jego odległości od boków kwadratu tworzącego siatkę. Do sprawnego rysowania detali takich jak bruki, kawałki ceramiki i innych drobnych przedmiotów służy kratownica.

- triangulacja – stosowana jest w przypadku, kiedy niemożliwe jest rozstawienie siatki. Sytuacja taka może się zdarzyć podczas badań budowli, gdzie występują różnice poziomów.

## Rysowanie przekrojów
Do rysowania przekrojów wymagane jest zastosowanie siatki metrowej. Zakładana jest ona w pionie. Postępuje się analogicznie jak w przypadku rysowania planów. Każdy rysowany punkt lokalizowany jest na podstawie pomiarów odległości od ramion siatki pomiarowej. Linia pozioma siatki musi zostać zniwelowana. Pozwoli to na naniesienie na plan pomiarów wysokościowych.
Przekroje mogą być rysowane na trzy sposoby:
- przekroje realistyczne – nie stosuje się tu żadnych wyraźnych podziałów. Za pomocą linii ciągłych rysowane są mury. Różnice między warstwami zaznaczane są zmianą sposobu cieniowania.
- przekroje stylizowane – za pomocą linii ciągłych zaznaczane są granice warstw.
- przekroje kompromisowe – jest to połączenie dwóch powyższych metod.

Rysunek przekroju powinien być jak najbardziej szczegółowy i wiernie odtwarzać rzeczywistość. Dokumentowany jest przebieg warstw oraz ich zawartość widoczna w przekroju.
Rysunek przekroju powinien zawierać graficzne odwzorowanie zawartości warstw. Stosuje się zazwyczaj oznaczenia symboliczne. Przykładowo znak "x" oznacza węgle drzewne, a trójkąt – kości zwierzęce. Warstwy mogą być oznaczane za pomocą umownego sposobu kreskowania. Przy wykorzystaniu kredek konkretne kolory mogą mieć swoje znaczenie. Kolor czerwony może oznaczać dachówki. Jeżeli już stosuje się oznaczenia symboliczne, muszą one być jednolite w obrębie stanowiska archeologicznego.